# 1.ª Sessão da Assembleia Geral das Nações Unidas

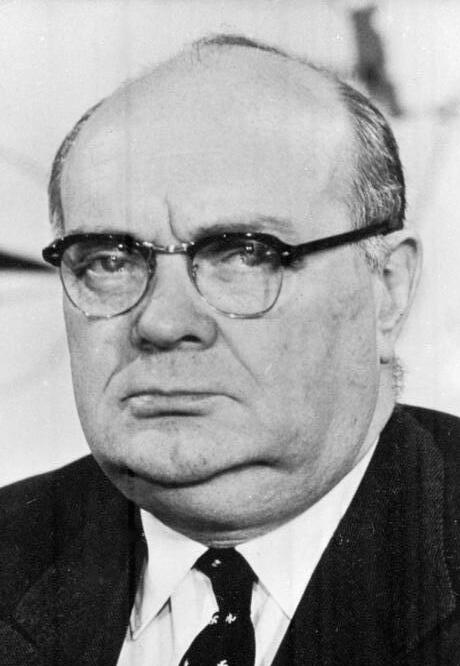
Presidente da 1ª Assembleia Geral, Paul-Henri Spaak

A primeira sessão da Assembleia Geral das Nações Unidas foi aberta em 10 de janeiro de 1946 no Westminster Central Hall em Londres.
Gladwyn Jebb, primeiro Secretário-geral das Nações Unidas (interino) notificou Eduardo Zuleta Angel, chefe da delegação colombiana, chefe da delegação na ONU e presidente da Comissão Preparatória das Nações Unidas, que convocou a reunião. Paul-Henri Spaak da Bélgica foi eleito o primeiro Presidente da Assembleia Geral das Nações Unidas em uma votação de 28 a 23, prevalecendo sobre Trygve Lie (que passou a ser o primeiro Secretário-geral das Nações Unidas).
A segunda reunião da primeira sessão foi aberta em Flushing Meadows-Corona Park, Nova Iorque, em 23 de outubro de 1946.